# Maria de Guise
Maria de Guise ou Maria de Guise-Lorena ou ainda Maria de Lorena (em francês:  Marie; Bar-le-Duc, 22 de novembro de 1515 — Edimburgo, 11 de junho de 1560) foi esposa do rei Jaime V da Escócia, Rainha Consorte da Escócia de 1538 a 1542 e mãe da Rainha Reinante Maria da Escócia.

## Início da vida
Maria nasceu em Bar-le-Duc, Lorena, filha mais velha de Cláudio de Lorena, Duque de Guise, chefe da Casa de Guise, e sua esposa Antonieta de Bourbon, filha de Francisco, Conde de Vendôme e Maria, Condessa de Saint-Pol e Soissons. Entre seus 11 irmãos estavam Francisco, Duque de Guise; Cláudio II, Duque de Aumale; Carlos, Cardeal de Lorena; e Luís I de Lorena, Cardeal de Guise. Maria era alta e sua mãe mencionou em uma carta que sofria de resfriados. No entanto, há uma história de Maria de Guise nascer na casa de um plebeu a caminho de seu "suposto" local de nascimento. Seu nome também foi estilizado como Maria de Guise, Marie de Guise e Mary di Guise.
Quando Maria tinha cinco anos, era madrinha de sua irmã mais nova, Luísa. Pouco tempo depois, juntou-se à avó Filipa de Guelders no Convento das Clarissas em Pont-à-Mousson. Seu tio, Antônio, Duque de Lorena e sua tia Renata de Bourbon visitaram Filipa lá quando Maria tinha cerca de catorze anos. Impressionados com as qualidades e a estatura de sua sobrinha (Maria era realmente excepcionalmente alta pelos padrões de seu tempo e alcançou uma altura adulta de 5'11 ou 1,80 m, como sua filha), eles a levaram para longe do convento e a prepararam para a vida na corte francesa. Em 1531, Maria fez sua primeira aparição lá no casamento de Francisco I e Leonor da Áustria. Ela estabeleceu uma amizade com as filhas do rei Madalena (a quem mais tarde sucederia como rainha dos escoceses) e Margarida.

## Casamentos

### Duquesa de Longueville

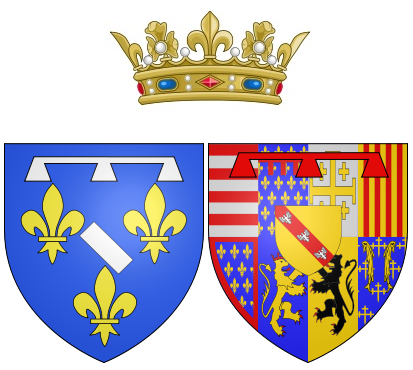
Brasão de Maria como Duquesa de Longueville

Em 4 de agosto de 1534, aos 18 anos, tornou-se duquesa de Longueville ao se casar com Luís II, Duque de Longueville (nascido em 1510), no Palácio do Louvre. A união deles acabou sendo feliz, mas breve. Em 30 de outubro de 1535, Maria deu à luz seu primeiro filho, Francisco, mas em 9 de junho de 1537, Luís morreu em Rouen e deixou Maria viúva aos 21 anos e grávida. Pelo resto da vida, Maria manteve a última carta de seu "seu bom marido e amigo" Luís, que mencionou sua doença e explicou sua ausência em Rouen. Ainda pode ser visto na Biblioteca Nacional da Escócia. Em 4 de agosto de 1537, Maria deu à luz seu segundo filho, que foi nomeado Luís em homenagem a seu falecido pai. Luís morreu quatro meses depois, em 7 de dezembro daquele mesmo ano, mas Francisco escreveu cartas para sua mãe na Escócia. Em 22 de março de 1545, ele enviou um pedaço de barbante para mostrar sua altura e, em 2 de julho de 1546, enviou-lhe seu retrato.

### Rainha da Escócia
Mais tarde, em 1537, Maria tornou-se o foco das negociações do casamento com Jaime V da Escócia, que havia perdido sua primeira esposa, Madalena de Valois, por tuberculose, e queria uma segunda noiva francesa para promover os interesses da aliança franco-escocesa contra a Inglaterra. De acordo com um escritor do século XVII, Jaime V havia notado as atrações de Maria quando ele foi à França conhecer Madalena e Maria de Bourbon, e ela era a próxima em seus afetos. Sabe-se que Maria participou do casamento de Jaime e Madalena.
O recém-viúvo Henrique VIII de Inglaterra, na tentativa de impedir essa união, também pediu a mão de Maria. Dada a história conjugal de Henrique - banindo sua primeira esposa e decapitando a segunda - Maria recusou a oferta. Em dezembro de 1537, Henrique VIII disse a Castillon, o embaixador francês em Londres, que ele era grande pessoalmente e precisava de uma esposa grande. A biógrafa Antonia Fraser, escrevendo em 1969, disse que Maria respondeu: "Eu posso ser uma mulher grande, mas tenho um pescoço muito pequeno". Aparentemente, isso foi uma homenagem à famosa piada macabra feita pela segunda esposa de Henrique, Ana Bolena, com formação francesa, que brincou antes de sua morte que o carrasco acharia fácil matá-la porque ela tinha "um pequeno pescoço".
O rei Francisco I de França aceitou a proposta de Jaime sobre a de Henrique e transmitiu seus desejos ao pai de Maria. Francisco tinha um contrato de casamento preparado que oferecia a Jaime um dote tão grande como se Maria tivesse nascido princesa da França. A mãe de Maria achou o contrato "maravilhosamente estranho", porque o rei havia incluído a herança do filho de Maria no dote. Maria recebeu as notícias com choque e alarme, pois não queria deixar a família e o país, principalmente porque acabara de perder o primeiro marido e o filho mais novo. Dizem que seu pai tentou adiar as coisas, aparentemente até que Jaime, talvez sentindo sua relutância, lhe escrevesse, apelando por seus conselhos e apoio. No entanto, a autenticidade desta carta, que foi produzida pela primeira vez em 1935, foi questionada. David Beaton viajou para a França para as negociações do casamento. Ele escreveu a Jaime V, de Lyon, em 22 de outubro de 1537, que Maria era "forte (forte), de pele clara e apta a viajar". Beaton escreveu que o duque de Guise era "maravilhosamente desejoso da expedição e do fim apressado do assunto" e já havia consultado seu irmão, o duque de Lorena, e a própria Maria, que estava com sua mãe em Champagne esperando a resolução das negociações.

Brasão de Maria como rainha dos escoceses

O contrato de casamento foi finalizado em janeiro de 1538 com um dote incluindo o de seu primeiro casamento. Como era habitual, se o rei morresse primeiro, a rainha viúva teria por toda a vida suas casas articuladas do Palácio das Malvinas, Castelo de Stirling, Castelo de Dingwall e Threave, com os aluguéis dos condados e senhorios correspondentes. Finalmente, Maria aceitou a oferta e fez planos apressados para a partida. O casamento real de Jaime V e Maria de Guise foi realizado por procuração em 9 de maio de 1538 na Sainte Chapelle no Castelo de Châteaudun. Maria navegou de Le Havre em 10 de junho de 1538, desembarcando na Escócia seis dias depois, em Fife. Ela foi recebida formalmente pelo rei alguns dias depois em meio a concursos e peças teatrais em sua homenagem.
Quando Maria deixou a França, aos 22 anos, em junho de 1538, ela foi forçada a deixar para trás o filho de 3 anos, Francisco, na França. Desde a morte de seu pai, Luís II, Duque de Longueville, o jovem Francisco foi o novo duque de Longueville. Jaime e Maria se casaram pessoalmente na Catedral de St Andrews em 18 de junho de 1538. A mãe de Jaime, Margarida Tudor, escreveu a Henrique VIII em julho: "Confio que ela se mostrará uma princesa sábia. Estive muito na companhia dela e ela se comporta muito honrosamente para mim, com muito bom entretenimento". Ela foi coroada rainha na Abadia de Holyrood em 22 de fevereiro de 1540. Uma saudação de 30 armas foi disparada do Castelo de Edimburgo, e houve fogos de artifício criados por Jaime e feitos por seus artilheiros reais.

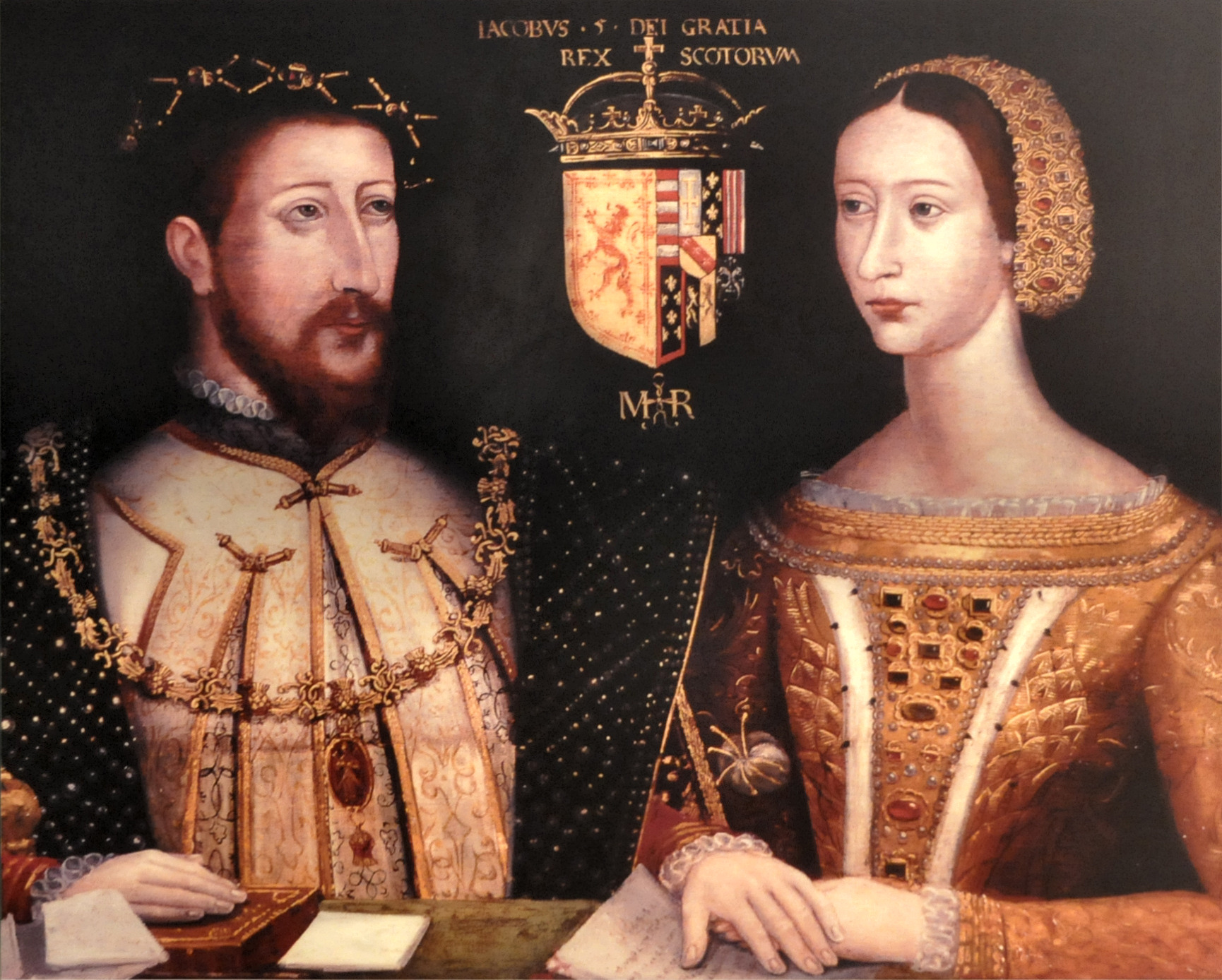
Retrato de Jaime V e Maria de Guise do século XVI, localizado no Castelo Blair.

Jaime e Maria tiveram dois filhos: Jaime, Duque de Rothesay (nascido em 22 de maio de 1540) e Roberto, Duque de Albany (nascido e batizado em 12 de abril de 1541); no entanto, ambos morreram em 21 de abril de 1541, quando Jaime tinha quase um ano e Roberto tinha nove dias. A mãe de Maria, Antonieta de Bourbon, escreveu que o casal ainda era jovem e deveria ter mais filhos. Ela pensou que uma mudança de ama de leite e excesso de alimentação contribuíam. O terceiro e último filho da união foi uma filha Maria, nascida em 8 de dezembro de 1542. O rei Jaime morreu seis dias depois, tornando a pequena Maria rainha da Escócia.

## Regente da Escócia
Enviuvando, Maria de Guise lutou pelo poder contra Jaime Hamilton, Duque de Châtellerault, regente de sua filha. Entre 1554 e a data de sua morte  ela foi Regente, e o período ficou marcado pelas rebeliões protestantes contra a influência católica, francesa, na corte escocesa.
A morte do Rei Jaime V deu a Henrique VIII uma oportunidade que há muito ansiava. Maria, a herdeira menina, rainha da Escócia, tinha como parente mais próximo o rei da Inglaterra, seu tio-avô, pois era irmão de sua avó Margarida Tudor. Ele próprio tinha um filho em idade de casar, e a pequena Rainha foi comprometida então com o Príncipe de Gales. Repetia-se, quase identicamente, a situação ocorrida quando da morte do rei da Escócia Alexandre III. A reação escocesa foi imediata: o Parlamento denunciou o tratado com a Inglaterra (tratados de Greenwich). Henrique enviou tropas contra a Escócia com instruções para matar, queimar, pilhar. A agressão só serviu para aproximar mais ainda a Escócia da França. Em 1548 Maria de Guise obteve o noivado da filha com o Delfim Francisco II, filho de Henrique II. Conseguiu a renúncia de Arran e substituiu-o como regente, em 1554. Começou a perseguir os protestantes em 1559, que se rebelaram; intervieram França e Inglaterra, e a luta só terminou quando da morte de Maria.

## Morte
Maria morreu de hidropisia em 11 de junho de 1560, após oito dias em que esteve muito doente, impossibilitada mesmo de andar ou falar em alguns momentos. Seu corpo foi mantido no Castelo de Edimburgo por vários meses. Em março de 1561, seu corpo foi secretamente levado para a França, sendo enterrada na Abadia Saint-Pierre-les-Dames, em Reims. Dos cinco filhos de Maria, apenas sua filha Maria sobreviveu a ela. Um túmulo de mármore foi erguido com uma estátua de bronze de Maria, em vestes reais, segurando um cetro numa mão e a vara da justiça em outra. O túmulo foi destruído durante a Revolução Francesa.

## Na ficção
- Maria de Guise surge no filme Elizabeth, interpretada por Fanny Ardant.

| Maria de Guise Casa de GuiseRamo cadete da Casa de LorenaNascimento: 22 de novembro 1515 Morte: 11 de junho 1560 |                                                                          |                                               |
| Nobreza da França                                                                                                |                                                                          |                                               |
| Precedido por: Joana de Hochberg                                                                                 | Duquesa Consorte de Longueville 4 de agosto de 1534 - 9 de junho de 1537 | Sucedido por: Maria II, Condessa de Saint-Pol |
| Títulos reais |                                                                          |                                               |
| Precedido por: Madalena de Valois                                                                                | Rainha da Escócia 12 de junho de 1538 - 14 de dezembro de 1542           | Sucedido por: Francisco de Valois             |